# Estádio Sociedade Esportiva Palmeirinha
O Estádio Sociedade Esportiva Palmeirinha também conhecido como Vila Famosa ou como Estádio de Porto Ferreira, foi um estádio de futebol localizado na cidade de Porto Ferreira, no estado de São Paulo, pertence à prefeitura municipal e tem capacidade para 5.558 pessoas.
A inauguração dos refletores, aconteceu em 10 de junho de 1992 em um amistoso em que o Palmeirinha venceu o Corinthians por 1 a 0, gol marcado por Júnior aos 37' do primeiro tempo.